# Kraft-Behrens
Kraft-Behrens war eine Uhrenmanufaktur mit Sitz in Leipzig.

## Geschichte
Die Firma Kraft-Behrens wurde 1891 von Adolph Kraft-Behrens in Leipzig als Hersteller von Uhrengehäusen gegründet. Die bei verschiedenen Ausstellungen mit Preisen ausgezeichneten Uhrengehäuse wurden mit zugekauften Werken komplettiert und teilweise auch mit selbst markierten Uhrwerken verkauft. Als Wortmarke wurde der Buchstabe „B“ auf einer Fahne bzw. der Schriftzug „Hecht“ auf einem Fisch verwendet. Ferner wurde von Kraft-Behrens in eigenen Verkaufsräumen in verschiedenen Städten ein umfangreicher Uhren- und Schmuck-Handel betrieben; auch ein umfangreicher Export fertiger Uhren ins Ausland (u. a. nach Arabien) ist gesichert. Um 1900 wurden jährlich ca. 25.000 Uhren produziert, was die Firma zu einem der größten zeitgenössischen Leipziger Uhrenhersteller macht.
Da die Firma Kraft-Behrens um das Jahr 1910 in Anzeigen auch die Lieferung von losen Uhrwerken anbot, ist zu diesem Zeitpunkt auch eine Fertigung von Uhrwerken anzunehmen. Im Jahre 1909 wurde in der Leipziger Katzbachstraße ein mehrstöckiges Firmengebäude mit separater Gehäuseschreinerei und eigenem Eisenbahnanschluss fertiggestellt. 1921 erwarben die Polyphonwerke AG, Leipzig-Wahren die Kraft Behrens GmbH. 1930 ist Kraft-Behrens mit einem Stammkapital von 100.000 Reichsmark weiterhin als hundertprozentige Tochter der Polyphonwerke AG verzeichnet. Im September 1932 wurde bei einer Generalversammlung des Polyphon-Grammophon-Konzerns ein Zusammenschluss der Tochtergesellschaften Deutsche Grammophon AG in Berlin und Kraft Behrens GmbH in Leipzig mit dem Leipziger Mutterkonzern Polyphonwerke verfügt. 1934 wurde die Kraft Behrens GmbH wegen Beschäftigungsmangels stillgelegt und im Herbst 1937 endgültig aufgelöst.